# 김창규 (작가)
김창규(1954년 ~ )는 대한민국의 시인이자 목회자이다. 한국기독청년협의회(EYC) 창립에 기여했고, 한국기독교장로회 청년회 전국연합회(기청) 수석부회장을 지냈으며 민주화운동에 매진했다.

## 생애
고교시절, 청주 독서회에서 활동을 하였으며 1983년 《분단시대》에 배창환, 김용락, 김종인, 정대호, 도종환, 정만진, 김희식, 김윤현 등과 동인으로 참여하였다.
1980년대 청주 지역에서 일어난, 민주화를 위한 청년운동의 주축이었다. 1982년 EYC(기독교 청년협의회) 창립 등을 위한 대학운동권 1세대에 활동공간을 제공했다. 우암동 빛고을교회를 열어 민주화운동 청년 활동가들의 모임장소로 활용하게 했다.
1975년부터 민주화운동을 시작해 구금, 구속, 연행 등의 고난을 겪었는데, 5·18 광주 민주화 운동 당시 연행되어 고문을 당하였으며 그때 입은 부상으로 한쪽 청각을 상실하고 한쪽 다리가 불편하다. 1981년에는 납치되어 대전 안기부, 경찰서 보안대 지하실에서 고문을 당했으며, 1987년 6월 항쟁에 주도적으로 참여하여 구속당하기도 했다. 보안사 민간인 사찰 사건으로 감시대상 1호임을 알게 되었다. 2008년에는 ‘남북관계 정상화를 촉구하는 시국선언’에 참여하였다.
작가로서는 1984년《분단시대》동인지로 등단하고 1985년《창작과 비평》16인신작시집에《그대가 밟고 가는 모든 길위에》 작품을 발표하면서 민족문학작가회의 회원으로 활동했다. 충북작가회의를 만들었고 충북민예총을 건설하였으며 회장과 부지회장을 지냈다.
그밖에 문화운동연합 사무국장을 지냈고 민족문학회 회장을 지냈으며 NCC총무를 지냈고 인권위원회 부회장을 지내기도 했다.

## 저서

### 시집
- 《푸른 벌판》(청사, 1988년)
- 《그대 진달래꽃 가슴 속 깊이 물들면》(온누리. 1990년)
- 《슬픔을 감추고》(살림터. 1992년
- 《그리운 금강산》(미확인)